# Nicu Popescu
Nicolae Popescu (ur. 25 kwietnia 1981 w Kiszyniowie) – mołdawski publicysta i polityk pełniący funkcję Ministra Spraw Zagranicznych i Integracji Europejskiej w rządzie Mai Sandu oraz Wicepremiera i Ministra Spraw Zagranicznych i Integracji Europejskiej w rządzie Natalii Gavrility. Do czasu powołania i po rozpadzie rządu Sandu był dyrektorem programu „Szersza Europa” Europejskiej Rady Stosunków Zagranicznych.

## Życiorys
Ukończył w 2002 roku Moskiewski Państwowy Instytut Stosunków Międzynarodowych i kontynuował studia na Uniwersytecie Środkowoeuropejskim, gdzie uzyskał tytuł magistra i doktora w dziedzinie stosunków międzynarodowych.
W latach 2005–2007 był pracownikiem naukowym w Centre for European Policy Studies w Brukseli. Przez dwie kadencje w latach 2007-2009 oraz 2011-2012 był kierownikiem programu w biurze Europejskiej Rady ds. Stosunków Międzynarodowych w Londynie. W latach 2010 i 2012–2013 był doradcą ds. polityki zagranicznej premiera Vlada Filata. Zajmował się wtedy m.in. wejściem Mołdawii do Jednolitej Europejskiej Przestrzeni Lotniczej. W latach 2013–2018 pracował jako starszy analityk w Instytucie Unii Europejskiej Studiów nad Bezpieczeństwem.
W pierwszych tygodniach po objęciu stanowiska ministra wezwał do przystąpienia Mołdawii do Unii Europejskiej. Wśród jego priorytetów znalazły się: tworzenie wspólnych projektów infrastrukturalnych z Rumunią i całą UE. Dążył do przyspieszenia budowy nowego gazociągu łączącego Mołdawię z Rumunią, zniesienia kosztów roamingu z Rumunią i resztą UE oraz budowy nowych mostów do Rumunii. Apelował także o „normalizację” stosunków Mołdawii z Rosją.

## Życie prywatne
Jest żonaty i ma dwoje dzieci. Oprócz ojczystego języka rumuńskiego zna angielski, rosyjski i francuski.
Opublikował trzy książki i ponad 60 publikacji naukowych lub politycznych. Jego artykuły ukazywały się m.in. w czasopismach: Financial Times, New York Times, The Guardian, Foreign Policy, Le Monde, Le Soir, Euractiv oraz prowadził blog na EUobserver.

## Odznaczenia
- Oficer Legii Honorowej (Francja, 2025)[12]